# Luca Forte

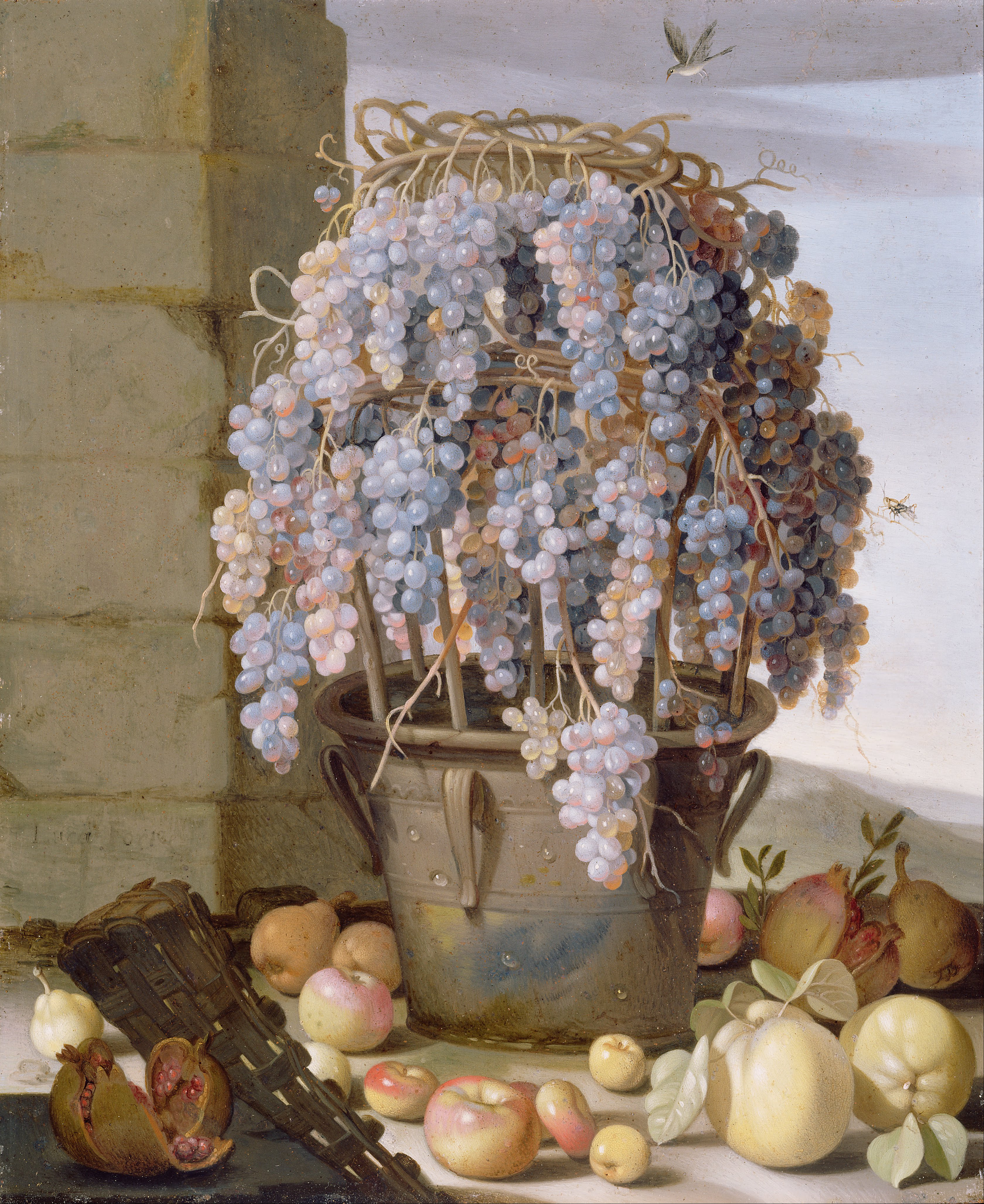
Nature morte aux grappes de raisin et autres fruits Getty Museum

Luca Forte (Naples, v. 1605 - v. 1660 ou 1670) est un peintre italien de la période baroque de l'école napolitaine, spécialisé dans les natures mortes,  principalement actif dans sa ville natale.

## Biographie
Luca Forte a été témoin au mariage en 1639 de son ami Aniello Falcone avec lequel il collabora.
Il mourut probablement des suites de la grande peste de 1656 qui décima plus de la moitié de la population napolitaine.
Parmi d'autres artistes contemporains de Luca actifs à Naples citons Paolo Porpora, Giovanni Battista Ruoppolo et Pietro Paolo Bonzi.

## Son œuvre
S'inspirant de Caravage, il peint surtout des natures mortes de fruits, de fleurs , et parfois de guirlandes, mais il a aussi réalisé des compositions plus vastes, élaborées dans l'espace sur un fond sombre neutre ou de paysage, motif qu'il introduit à Naples. Son coloris est vif, intense et fortement contrasté, son clair-obscur puissant et sa représentation des reflets caractéristique comme en témoignent :
- Nature morte de fruits devant un mur ébréché de la collection Molinari Pradelli à Bologne, mais aussi
- Nature morte de grappes de raisin et autres fruits (1630), sur cuivre et signée, Getty Museum, Los Angeles,
- Nature morte de fruits et d'oiseaux (1640/1647), monogrammée et dédicacée à Giuseppe Carafa, John and Mable Ringling Museum of Art (en anglais), Sarasota Floride,
- Nature morte avec poires et pommes (v. 1640), huile sur toile, 26 × 35 cm, musée Capodimonte de Naples[2]
- Nature morte avec cerises, framboises et fruits (v. 1640), huile sur toile, 26 × 35 cm, musée Capodimonte de Naples[2]
- Nature morte de grenades, de raisins, de pommes et de fleurs (entre 1640 & 1650), musée Capodimonte de Naples
- Nature morte aux pommes et aux poires, Naples, musée Duca di Martina[3]
- Nature morte avec cédrats, fruits et vase de fleurs, collection particulière[4]
- Nature morte aux figues, Musée des beaux-arts de Pau
- Nature morte aux nèfles, Musée des beaux-arts de Pau
- Nature morte à la tubéreuse et à la coupe de cristal palais Corsini à Rome, monogrammée et tenue pour son œuvre la plus ancienne[5].

Ses lettres au collectionneur de Messine Antonio Ruffo entre 1640 & 1650 et la présence de ses œuvres dans les grandes collections napolitaines de l'époque (Carafa, Spinelli, Roomer) prouvent sa grande notoriété de son vivant.

### Sources
- L'Âge d'or de la peinture à Naples, ouvrage collectif, LIENART, 2015, p. 151  (ISBN 978-2-35906-140-6)
- Dictionnaire Larousse de la peinture